# 1894年
1894年（1894 ねん）は、西暦（グレゴリオ暦）による、月曜日から始まる平年。明治27年。

## 他の紀年法
- 干支：甲午
- 日本（月日は一致）
  - 明治27年
  - 皇紀2554年
- 清：光緒19年11月25日 - 光緒20年12月5日
- 朝鮮
  - 李氏朝鮮・高宗31年
  - 開国503年6月27日（グレゴリオ暦7月29日） - 開国503年12月5日
  - 檀紀4227年
- 阮朝（ベトナム）：成泰5年11月25日 - 成泰6年12月5日
- 仏滅紀元：2436年 - 2437年
- イスラム暦：1311年6月23日 - 1312年7月3日
- ユダヤ暦：5654年4月23日 - 5655年4月4日
- 修正ユリウス日(MJD)：12829 - 13193
- リリウス日(LD)：113670 - 114034

※檀紀は、大韓民国で1948年に法的根拠を与えられたが、1962年からは公式な場では使用されていない。

## カレンダー
| 1月 |    |    |    |    |    |    |
| 日  | 月 | 火 | 水 | 木 | 金 | 土 |
|     | 1  | 2  | 3  | 4  | 5  | 6  |
| 7   | 8  | 9  | 10 | 11 | 12 | 13 |
| 14  | 15 | 16 | 17 | 18 | 19 | 20 |
| 21  | 22 | 23 | 24 | 25 | 26 | 27 |
| 28  | 29 | 30 | 31 |    |    |    |
|     |    |    |    |    |    |    |

| 2月 |    |    |    |    |    |    |
| 日  | 月 | 火 | 水 | 木 | 金 | 土 |
|     |    |    |    | 1  | 2  | 3  |
| 4   | 5  | 6  | 7  | 8  | 9  | 10 |
| 11  | 12 | 13 | 14 | 15 | 16 | 17 |
| 18  | 19 | 20 | 21 | 22 | 23 | 24 |
| 25  | 26 | 27 | 28 |    |    |    |
|     |    |    |    |    |    |    |

| 3月 |    |    |    |    |    |    |
| 日  | 月 | 火 | 水 | 木 | 金 | 土 |
|     |    |    |    | 1  | 2  | 3  |
| 4   | 5  | 6  | 7  | 8  | 9  | 10 |
| 11  | 12 | 13 | 14 | 15 | 16 | 17 |
| 18  | 19 | 20 | 21 | 22 | 23 | 24 |
| 25  | 26 | 27 | 28 | 29 | 30 | 31 |
|     |    |    |    |    |    |    |

| 4月 |    |    |    |    |    |    |
| 日  | 月 | 火 | 水 | 木 | 金 | 土 |
| 1   | 2  | 3  | 4  | 5  | 6  | 7  |
| 8   | 9  | 10 | 11 | 12 | 13 | 14 |
| 15  | 16 | 17 | 18 | 19 | 20 | 21 |
| 22  | 23 | 24 | 25 | 26 | 27 | 28 |
| 29  | 30 |    |    |    |    |    |
|     |    |    |    |    |    |    |

| 5月 |    |    |    |    |    |    |
| 日  | 月 | 火 | 水 | 木 | 金 | 土 |
|     |    | 1  | 2  | 3  | 4  | 5  |
| 6   | 7  | 8  | 9  | 10 | 11 | 12 |
| 13  | 14 | 15 | 16 | 17 | 18 | 19 |
| 20  | 21 | 22 | 23 | 24 | 25 | 26 |
| 27  | 28 | 29 | 30 | 31 |    |    |
|     |    |    |    |    |    |    |

| 6月 |    |    |    |    |    |    |
| 日  | 月 | 火 | 水 | 木 | 金 | 土 |
|     |    |    |    |    | 1  | 2  |
| 3   | 4  | 5  | 6  | 7  | 8  | 9  |
| 10  | 11 | 12 | 13 | 14 | 15 | 16 |
| 17  | 18 | 19 | 20 | 21 | 22 | 23 |
| 24  | 25 | 26 | 27 | 28 | 29 | 30 |
|     |    |    |    |    |    |    |

| 7月 |    |    |    |    |    |    |
| 日  | 月 | 火 | 水 | 木 | 金 | 土 |
| 1   | 2  | 3  | 4  | 5  | 6  | 7  |
| 8   | 9  | 10 | 11 | 12 | 13 | 14 |
| 15  | 16 | 17 | 18 | 19 | 20 | 21 |
| 22  | 23 | 24 | 25 | 26 | 27 | 28 |
| 29  | 30 | 31 |    |    |    |    |
|     |    |    |    |    |    |    |

| 8月 |    |    |    |    |    |    |
| 日  | 月 | 火 | 水 | 木 | 金 | 土 |
|     |    |    | 1  | 2  | 3  | 4  |
| 5   | 6  | 7  | 8  | 9  | 10 | 11 |
| 12  | 13 | 14 | 15 | 16 | 17 | 18 |
| 19  | 20 | 21 | 22 | 23 | 24 | 25 |
| 26  | 27 | 28 | 29 | 30 | 31 |    |
|     |    |    |    |    |    |    |

| 9月 |    |    |    |    |    |    |
| 日  | 月 | 火 | 水 | 木 | 金 | 土 |
|     |    |    |    |    |    | 1  |
| 2   | 3  | 4  | 5  | 6  | 7  | 8  |
| 9   | 10 | 11 | 12 | 13 | 14 | 15 |
| 16  | 17 | 18 | 19 | 20 | 21 | 22 |
| 23  | 24 | 25 | 26 | 27 | 28 | 29 |
| 30  |    |    |    |    |    |    |
|     |    |    |    |    |    |    |

| 10月 |    |    |    |    |    |    |
| 日   | 月 | 火 | 水 | 木 | 金 | 土 |
|      | 1  | 2  | 3  | 4  | 5  | 6  |
| 7    | 8  | 9  | 10 | 11 | 12 | 13 |
| 14   | 15 | 16 | 17 | 18 | 19 | 20 |
| 21   | 22 | 23 | 24 | 25 | 26 | 27 |
| 28   | 29 | 30 | 31 |    |    |    |
|      |    |    |    |    |    |    |

| 11月 |    |    |    |    |    |    |
| 日   | 月 | 火 | 水 | 木 | 金 | 土 |
|      |    |    |    | 1  | 2  | 3  |
| 4    | 5  | 6  | 7  | 8  | 9  | 10 |
| 11   | 12 | 13 | 14 | 15 | 16 | 17 |
| 18   | 19 | 20 | 21 | 22 | 23 | 24 |
| 25   | 26 | 27 | 28 | 29 | 30 |    |
|      |    |    |    |    |    |    |

| 12月 |    |    |    |    |    |    |
| 日   | 月 | 火 | 水 | 木 | 金 | 土 |
|      |    |    |    |    |    | 1  |
| 2    | 3  | 4  | 5  | 6  | 7  | 8  |
| 9    | 10 | 11 | 12 | 13 | 14 | 15 |
| 16   | 17 | 18 | 19 | 20 | 21 | 22 |
| 23   | 24 | 25 | 26 | 27 | 28 | 29 |
| 30   | 31 |    |    |    |    |    |
|      |    |    |    |    |    |    |

## できごと

### 1月
- 1月1日 - 英国でマンチェスター運河(Manchester Ship Canal)開通
- 1月4日 - 露仏同盟成立
- 1月22日 - 葉山御用邸完成

### 3月
- 3月1日 - 第3回衆議院議員総選挙

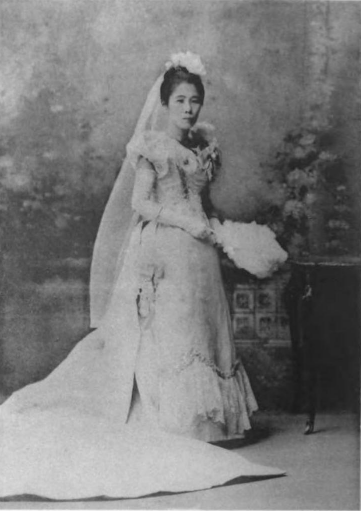
明治天皇大婚25周年記念祝典に参列した穂積歌子（渋沢栄一長女）

- 3月2日 - 英国で第4次グラッドストン内閣総辞職
- 3月5日 - 英国でローズベリ内閣成立
- 3月9日  - 明治天皇大婚満二十五年祝典挙行(日本で銀婚式が広まる)。これにより日本初の記念切手・明治天皇銀婚記念切手が発行される。
- 3月21日 - 金星で水星の太陽面通過、土星で水星の太陽面通過と金星の太陽面通過。
- 3月28日 - 金玉均が上海にて閔妃の刺客により暗殺される
- 3月29日 - 甲午農民戦争（東学党の乱）: 朝鮮全羅道で蜂起
- 横浜で鉄桟橋完成

### 4月
- 4月2日 - 日英通商航海条約交渉開始(ロンドン，調印7月16日)
- 4月8日 - ブルックナー交響曲第5番初演(グラーツオペラ座(Grazer Oper))
- 高山樗牛「滝口入道」連載開始(讀賣新聞)

### 5月
- 5月12日 - 第6特別議会召集
- 5月14日 - 英国でブラックプールタワー公開
- 5月16日 - 北村透谷が自殺(縊死)
- 5月31日 - 甲午農民戦争（東学党の乱）: 乱徒が朝鮮全州を占領

### 6月
- 6月10日 - 山陽鉄道が広島まで開業
- 6月20日 - 東京湾北部でM7.0クラスの地震発生（明治東京地震）
- 6月23日 - 国際オリンピック委員会設立
- 6月24日 - 仏カルノー大統領暗殺（フランス語版）
- 6月28日 - 労働者の日がアメリカ合衆国の公式の祝日として制定
- 6月30日 - 英国でタワーブリッジ開通

### 7月
- 7月4日 - ハワイが共和国を宣言(大統領サンフォード・ドール)
- 7月6日 - 米クリーブランド大統領がストライキ(Pullman Strike)鎮圧のため軍隊を派遣
- 7月16日 - 日英通商航海条約調印（領事裁判権撤廃）
- 7月17日 - 海軍軍令部長が中牟田倉之助から樺山資紀に交代
- 7月19日 - 日本海軍が初の聯合艦隊を編成（司令長官伊東祐亨中将）
- 7月23日 - 日本軍が朝鮮王宮を占領し興宣大院君を擁立
- 7月25日 - 日清戦争: 豊島沖海戦
- 7月27日 - 朝鮮で第一次金弘集政権成立(第一次甲午改革開始)
- 7月28日 - 日清戦争: 成歓の戦い
- 7月29日 - 東京府庁舎新築落成式(麹町区有楽町)

### 8月
- 8月1日 - 日清戦争: 日本と清が相互に宣戦布告
- 8月21日 - 宇品線開業
- 8月25日 - 北里柴三郎が腺ペスト菌の発見を発表(ランセット誌)

### 9月
- 9月1日 - 第4回衆議院議員総選挙
- 9月15日
  - 日清戦争: 平壌の戦い
  - 日清戦争: 大本営(明治天皇親栽)が皇居から第5師団司令部(広島城)に進出(広島大本営)
- 9月17日 - 日清戦争: 黄海海戦

### 10月
- 10月15日 - ドレフュス事件: アルフレド・ドレフュス仏陸軍大尉が反逆罪で逮捕される（冤罪）
- 10月24日 - 志賀重昂の著書『日本風景論』の初版が出版される。
- 10月25日 - 日清戦争: 鴨緑江作戦
- 10月29日 - ハワイ共和国で第1回選挙

### 11月
- 11月1日 - ロシア皇帝アレクサンドル3世逝去、ニコライ2世即位
- 11月15日 - 第7臨時議会召集
- 11月21日  - 日清戦争: 旅順口の戦い
- 11月22日  - 日清戦争: 旅順虐殺事件

### 12月
- 12月15日 - 第一次エチオピア戦争始まる
- 12月17日 - 朝鮮で第二次金弘集政権成立(朴泳孝と連立)
- 12月22日
  - 第8議会召集
  - クロード・ドビュッシー「牧神の午後への前奏曲」初演(パリ)
- 樋口一葉「大つごもり」(文学界)

### 日付不詳
- オーヴィル・ヘンリー・ギブソンが大手ギターメーカーのギブソン・ギター・コーポレーションを創業

## 誕生

### 1月
- 1月1日 - サティエンドラ・ボース、物理学者（+ 1974年）
- 1月8日 - マキシミリアノ・コルベ、カトリック教会司祭・ホロコースト犠牲者（+ 1941年）
- 1月11日 - きだみのる、作家・翻訳家（+ 1975年）
- 1月17日 - 北川民次、洋画家（+ 1989年）
- 1月18日 - 高群逸枝、詩人・民俗学者（+ 1964年）
- 1月20日 - 西脇順三郎、詩人・英文学者（+ 1982年）
- 1月20日 - ウォルター・ピストン、作曲家（+ 1976年）
- 1月26日 - 蓑田胸喜、思想家（+ 1946年）
- 1月30日 - ボリス3世、ブルガリア王（+ 1943年）
- 1月31日 - 小島政二郎、小説家・随筆家（+ 1994年）

### 2月
- 2月1日 - ジョン・フォード、映画監督（+ 1973年）
- 2月1日 - 太田垣士郎、実業家（+ 1964年）
- 2月2日 - 片岡鉄兵、小説家（+ 1944年）
- 2月2日 - ダムディン・スフバートル、革命家、軍人 (+ 1923年)
- 2月3日 - ノーマン・ロックウェル、画家（+ 1978年）
- 2月10日 - ハロルド・マクミラン、イギリス首相（+ 1986年）
- 2月10日 - ハーブ・ペノック、メジャーリーガー（+ 1948年）
- 2月16日 - 菅原通済、実業家（+ 1981年）
- 2月18日 - アレクサンドル・オパーリン、生化学者（+ 1980年）
- 2月20日 - 左卜全、俳優（+ 1971年）
- 2月21日 - 神田茂、天文学者（+ 1974年）
- 2月25日 - メヘル・バーバー、宗教家（+ 1969年）
- 2月28日 - 真鍋八千代、実業家（+ 1975年）

### 3月
- 3月3日 - 古海卓二、映画監督（+ 1961年）
- 3月11日 - オットー・グローテヴォール、ドイツ民主共和国（東ドイツ）首相（+ 1964年）
- 3月12日 - 葉山嘉樹、小説家（+ 1945年）
- 3月12日 - 植村甲午郎、財界人・官僚（+ 1978年）
- 3月14日 - ヘイッキ・リーマタイネン、陸上競技選手（+ 1980年）
- 3月19日 - ビル・ワムズガンス、メジャーリーガー（+ 1985年）
- 3月21日 - 荒川豊蔵、陶芸家（+ 1985年）
- 3月23日 - 吉田甲子太郎、翻訳家・児童文学者（+ 1957年）
- 3月31日 - 7代目林家正蔵、落語家　（+ 1949年）

### 4月
- 4月4日 - 瀧井孝作、俳人・小説家（+ 1984年）
- 4月6日 - ガートルード・ベインズ（+ 2009年）
- 4月7日 - 宮城道雄、箏曲家（+ 1956年）
- 4月8日 - 三好栄子、女優（+ 1963年）
- 4月10日 - ベン・ニコルソン、画家（+ 1982年）
- 4月13日 - アーサー・ファデン、オーストラリア首相（+ 1973年）
- 4月13日 - 徳川夢声、漫談家（+ 1971年）
- 4月15日 - ベッシー・スミス、ブルース歌手（+ 1937年）
- 4月17日 - ニキータ・フルシチョフ、ソ連の政治家（+ 1971年）
- 4月19日 - 山田守、建築家（+ 1966年）
- 4月26日 - ルドルフ・ヘス、ドイツの政治家・ナチ党副総統（+ 1987年）
- 4月29日 - パウル・ヘルビガー、俳優（+ 1981年）

### 5月
- 5月11日 - マーサ・グレアム、舞踏家・振付師（+ 1991年）
- 5月18日 - 吉田鉄郎、建築家（+ 1956年）
- 5月21日 - 豊永常代、日本最長寿だった女性（+ 2008年）
- 5月24日 - 花柳章太郎、女形役者（+ 1965年）
- 5月27日 - ダシール・ハメット、推理作家（+ 1961年）
- 5月27日 - ルイ＝フェルディナン・セリーヌ、小説家（+ 1961年）
- 5月29日 - ジョセフ・フォン・スタンバーグ、映画監督（+ 1969年）

### 6月
- 6月5日 - ロイ・トムソン、実業家（+ 1976年）
- 6月9日 - ネド・ナジ、フェンシング選手（+ 1940年）
- 6月11日 - ダイ・バーノン、マジシャン（+ 1992年）
- 6月11日 - 豊田喜一郎、経営者・トヨタ自動車創設者（+ 1952年）
- 6月14日 - マリー＝アデライド、ルクセンブルク大公（+ 1924年）
- 6月15日 - 米川文子、地歌・生田流箏曲家（+ 1995年）
- 6月20日 - 竹鶴政孝、ニッカウヰスキー創業者・実業家（+ 1979年）
- 6月23日 - エドワード8世、イギリス王（+ 1972年）
- 6月23日 - アルフレッド・キンゼイ、性科学者・動物学者（+ 1956年）
- 6月25日 - 武井武雄、童画家（+ 1983年）
- 6月28日 - フランシス・ハンター、テニス選手（+ 1981年）
- 6月29日 - ヘルマン・オーベルト、ロケット工学者（+ 1989年）

### 7月
- 7月5日 - ガヴリロ・プリンツィプ、フランツ・フェルディナント大公暗殺者（+ 1918年）
- 7月5日 - 大屋晋三、政治家・実業家（+ 1980年）
- 7月9日 - ピョートル・カピッツァ、物理学者（+ 1984年）
- 7月9日 - アンドレアス・クログ、フィギュアスケート選手（+ 1964年）
- 7月10日 - 武知勇記、政治家（+ 1963年）
- 7月24日 - マグダ・ユーリン、フィギュアスケート選手（+ 1990年）
- 7月26日 - オルダス・ハクスリー、小説家（+ 1963年）

### 8月
- 8月2日 - 速水御舟、日本画家（+ 1935年）
- 8月3日 - ハリー・ハイルマン、元メジャーリーガー（+ 1951年）
- 8月11日 - 城戸四郎、映画プロデューサー（+ 1977年）
- 8月21日 - クリスチャン・シャド、芸術家（+ 1982年）
- 8月22日 - 澤田政廣、彫刻家（+ 1988年）
- 8月25日 - アルフレート・ベルガー、フィギュアスケート選手（+ 1966年）
- 8月28日 - カール・ベーム、指揮者（+ 1981年）

### 9月
- 9月2日 - ヨーゼフ・ロート、小説家（+ 1939年）
- 9月12日 - 徳田球一、政治家・日本共産党書記長（+ 1953年）
- 9月12日 - ビリー・ギルバード、コメディアン、俳優（+ 1971年）
- 9月13日 - J・B・プリーストリー、著作家・劇作家・司会者（+ 1984年）
- 9月15日 - ジャン・ルノワール、映画監督（+ 1979年）
- 9月15日 - オスカル・クライン、物理学者（+ 1977年）
- 9月15日 - 二代目柳家小せん、落語家（+ 1959年）
- 9月18日 - 中村三之丞、政治家（+ 1979年）
- 9月27日 - ロタール・フォン・リヒトホーフェン、エース・パイロット（+ 1922年）

### 10月
- 10月5日 - ベビル・ラッド、陸上競技選手（+ 1948年）
- 10月13日 - 岸一郎、元プロ野球監督（+ 没年不詳）
- 10月14日 - ハインリヒ・リュプケ、西ドイツ大統領（+ 1972年）
- 10月15日 - モシェ・シャレット、イスラエル首相（+ 1965年）
- 10月20日 - オリーヴ・トーマス、女優・ソーシャライト（+ 1920年）
- 10月21日 - 江戸川乱歩、推理作家（+ 1965年）
- 10月23日 - 福原麟太郎、英文学者（+ 1981年）
- 10月30日 - ピーター・ウォーロック、作曲家・音楽評論家（+ 1930年）

### 11月
- 11月2日 - アレキサンダー・マルティン・リピッシュ、流体力学者（+ 1976年）
- 11月3日 - 腰本寿、野球選手（+ 1935年）
- 11月5日 - ハロルド・イニス、経済学者・社会学者（+ 1952年）
- 11月9日 - メエ・マーシュ、女優（+ 1968年）
- 11月16日 - リヒャルト・クーデンホーフ＝カレルギー、汎欧州主義の提唱者（+ 1972年）
- 11月26日 - ノーバート・ウィーナー、数学者（+ 1964年）
- 11月27日 - 松下幸之助、実業家・松下電器創業者（+ 1989年）
- 11月28日 - 小穴隆一、洋画家・随筆家（+ 1966年）

### 12月
- 12月8日 - ジェームズ・サーバー、作家・漫画家（+ 1961年）
- 12月9日 - 浜田庄司、陶芸家（+ 1978年）
- 12月16日 - 久松潜一、国文学者（+ 1976年）
- 12月17日 - アーサー・フィードラー、指揮者（+ 1979年）
- 12月17日 - ハンス・ヘニー・ヤーン、作家・オルガン制作者（+ 1958年）
- 12月19日 - 吉田五十八、建築家（+ 1974年）
- 12月19日 - 加藤顕清、彫刻家（+ 1966年）
- 12月19日 - リヒャルト・フォークト、航空エンジニア（+ 1979年）
- 12月19日 - フォード・フリック、MLBコミッショナー（+ 1978年）
- 12月20日 - ロバート・メンジーズ、オーストラリア首相（+ 1978年）
- 12月24日-ジョルジュ・ギンヌメール、フランスのパイロット(＋1917年）

### 日付不詳
- 日付不詳 - 近藤伊与吉、俳優（+ 1944年）

## 死去

### 1月
- 1月1日 - ハインリヒ・ヘルツ、物理学者（*1857年）
- 1月8日 - レオポルト・フォン・シュレンク、動物学者・地理学者・民族誌学者（*1826年）
- 1月13日 - ナジェジダ・フォン・メック、作曲家ピョートル・チャイコフスキーの支援者（*1831年）
- 1月21日 - ギヨーム・ルクー、作曲家（*1870年）

### 2月
- 2月4日 - アドルフ・サックス、サクソフォーン開発者（*1814年）
- 2月6日 - テオドール・ビルロート、初めて胃癌切除手術に成功した医師（*1829年）
- 2月12日 - ハンス・フォン・ビューロー、指揮者（*1830年）
- 2月21日 - 尾崎谷斎、根付師（*1835年）
- 2月21日 - ギュスターヴ・カイユボット、画家（*1848年）

### 3月
- 3月20日 - コシュート・ラヨシュ、ハンガリーの民族主義運動指導者（*1802年）
- 3月23日 - ジョージ・ロマネス、生物学者（*1848年）
- 3月28日 - 金玉均、李氏朝鮮開化派の指導者（*1851年）

### 4月
- 4月12日 - エドワード・ドリンカー・コープ、古生物学者（*1840年）
- 4月15日 - ジャン・マリニャック、化学者（*1817年）

### 5月
- 5月3日 - ボブ・ファーガソン、メジャーリーガー（* 1845年）
- 5月15日 - フィリップ・パロット、画家（*1831年）
- 5月16日 - 北村透谷、詩人・文芸評論家（*1868年）
- 5月21日 - 嵐璃寛 (4代目)、歌舞伎役者（*1837年）
- 5月21日 - アウグスト・クント、物理学者（*1839年）
- 5月26日 - 三遊亭萬橘（初代）、落語家（*1847年）

### 6月
- 6月3日 - オスカル・テーノ、画家（*1842年）
- 6月8日 - 麗々亭柳橋 (3代目)、落語家（*1826年）
- 6月10日 - 松尾多勢子、尊皇派志士（*1811年）
- 6月16日 - 鈴木岩治郎、鈴木商店創業者（*1837年）
- 6月24日 - マリー・フランソワ・サディ・カルノー、フランス大統領（*1837年）

### 7月
- 7月6日 - 高橋由一、画家（*1828年）
- 7月17日 - ヨーゼフ・ヒルトル、医学者（*1810年）
- 7月29日 - 白神源次郎、日本陸軍の喇叭手（*1868年）
- 7月29日 - 木口小平、日本陸軍の喇叭手（*1872年）

### 8月
- 8月1日 - ジョセフ・ホルト (政治家)、アメリカ合衆国陸軍長官・郵政長官（*1807年）
- 8月1日 - ヒューゴ・サルムソン、画家（*1843年）
- 8月17日 - 満宮輝仁親王、日本の皇族（*1893年）

### 9月
- 9月2日 - 柳原前光、公卿・外交官・元老院議長・枢密顧問官（*1850年）
- 9月8日 - ヘルマン・フォン・ヘルムホルツ、生理学者・物理学者（*1821年）
- 9月11日 - 榊原鍵吉、剣客（*1830年）
- 9月13日 - エマニュエル・シャブリエ、作曲家（*1841年）

### 10月
- 10月8日 - オリバー・ウェンデル・ホームズ、作家（*1809年）
- 10月30日 - フアン・コルティナ、メキシコ民衆の英雄として知られる人物（*1824年）

### 11月
- 11月1日 - アレクサンドル3世、ロシア皇帝（*1845年）
- 11月8日 - 仮名垣魯文、作家（*1829年）
- 11月8日 - キング・ケリー、メジャーリーグベースボール選手（*1857年）
- 11月20日 - アントン・ルビンシテイン、作曲家・ピアニスト（*1829年）

### 12月
- 12月2日 - ヘルマン・ロエスレル、法学者・経済学者（*1834年）
- 12月3日 - ロバート・ルイス・スティーヴンソン、小説家（*1850年）
- 12月7日 - フェルディナン・ド・レセップス、スエズ運河の開発者として知られる外交官・実業家（*1805年）
- 12月8日 - パフヌティ・チェビシェフ、数学者（*1821年）
- 12月8日 - 島津源蔵 (初代)、島津製作所創業者（*1839年）
- 12月8日 - 小泉信吉、慶應義塾塾長・横浜正金銀行支配人（*1853年）
- 12月29日 - クリスティーナ・ロセッティ、詩人（*1830年）
- 12月30日 - アメリア・ジェンクス・ブルーマー、フェミニズム運動家（*1818年）